# 北アメリカ北東岸の襲撃 (1724年)
1724年の北アメリカ北東岸の襲撃（きたアメリカほくとうがんのしゅうげき、英語: Northeast Coast Campaign）はラル神父戦争中の1724年3月から9月にかけて行われた。アカディアのワバナキ連邦が現メイン州にあたる地域の海岸、ケネベック川の下流地域、アカディアとニューイングランド植民地の国境地帯で行われ、現ベリックとマウント・デザート島の間の海岸にあるイギリスの集落が襲撃された。この地域ではカスコが主な集落であり、1723年の襲撃の成果によりウィリアム・ダマーは1724年春にブロックハウスへの退避を命じた。
3月と4月にはイギリスの入植者30人が殺害された。最も重要な戦闘はインディアンとセント・ジョージ要塞に駐留していたジョサイア・ウィンスロー大尉（Josiah Winslow、ジョン・ウィンスローの兄）の間の戦闘である。彼は兵士16人とともにホエールボート2隻に分けて川を下っていたところにタランタイン（ミクマク族の一部族）に襲撃され、3人を除いて全員殺害された。ジョサイア自身も死亡した。
続いてアローシックのメナスクー要塞でサミュエル・ペンハロー大尉が襲撃され、多くの牛が殺害され、3人が捕虜にされた。
海上でもイギリスの漁船が襲撃され、ノバスコシアのケープ・サーブル島からのミクマク族が襲撃を行い、22人を殺害、23人を捕虜にした。
イギリスは報復としてラル神父の殺害を試み、成功した。